# Elvis Kotorri
Elvis Kotorri (ur. 30 kwietnia 1979 w Elbasanie) – albański piłkarz i trener piłkarski.